# Dorotea kommunvapen

Vapnet för Dorotea kommun speglar både kommunens natur (björnen) och kommunnamnets ursprung (kronan).

Dorotea kommunvapen tillkom på 1940-talet. Inför skapandet av vapnet önskade kommunen en björn, då det ansågs som ett av landets björnrikaste områden. Det hade också levererats björnar till Skansen just från Dorotea. Dessutom fanns en farhåga att det snart inte skulle finnas några björnar kvar i vilt tillstånd i Sverige. Riksheraldikern föreslog kronan som särskiljande element. Den syftar på den person som gett kommunen dess namn, drottning Fredrika Dorotea Vilhelmina, Gustav IV Adolfs gemål.

## Blasonering
Blasonering: I fält av guld en röd björn med blå tunga och klor, och däröver en röd ginstam belagd med en krona av guld.
Äldre blasonering: I fält av guld en röd björn med blå beväring, därest dylik skall komma till användning, och däröver en röd ginstam belagd med en krona av guld.
Den nuvarande blasoneringen tillkom när vapnet registrerades för den återskapade kommunen Dorotea 1980. Blasoneringarna skiljer sig sakligt från varandra endast på en punkt: enligt den gamla kunde man avstå från att ge björnen blå beväring om man tyckte att det inte passade (i småskaligt tryck till exempel) men enligt den nuvarande blasoneringen skall björnen alltid ha sin beväring blå.

## Bakgrund
Vapnet fastställdes av Kungl. Maj:t (regeringen) för Dorotea landskommun den 23 november 1945 och fortsatte användas av Dorotea kommun 1971-1973. Därefter ingick kommunen i Åsele kommun 1974-1979 som under den tiden inte hade något registrerat vapen, men Dorotea blev en egen kommun igen 1980. Då registrerades vapnet med den något omformulerade blasoneringen.